# Họ Bèo ong
Họ Bèo ong (danh pháp khoa học: Salviniaceae) là một họ chỉ chứa một chi với danh pháp Salvinia, mặc dù chi Azolla (bèo hoa dâu) đôi khi cũng được gộp vào đây. Họ này chứa khoảng 10 loài bèo ong sống trôi nổi trên mặt nước. Họ Salviniaceae có quan hệ họ hàng gần với các loài "dương xỉ" (quyết) nước khác, bao gồm bèo hoa dâu (Azolla spp.) và cỏ bợ (Marsileaceae).

## Đặc điểm
Miêu tả ở đây lấy theo Séguier trong Pl. Veron. 3: 52. 1754.
Salviniaceae và các họ khác trong bộ Salviniales là dị bào, do chúng sinh ra các bào tử thuộc hai kiểu khác nhau.
Cơ chế phát triển lá ở Salvinia spp. là duy nhất. Mặt trên của các lá trôi nổi, hiện ra như là đối mặt với trục thân cây, về hình thái học là xa trục (J. G. Croxdale 1978, 1979, 1981).
Là các loài thực vật thủy sinh nhỏ với các thân bò, tạo nhánh, có lông nhưng không có rễ thật sự. Các lá mọc thành vòng 3, với 2 lá màu xanh lục, không cuống hay cuống ngắn, dẹt, mép lá nhẵn, nổi trên mặt nước. Cái trông như rễ thực chất là lá thứ ba bị chia cắt mịn ra, có cuống, hình dáng giống như rễ và lòng thòng rủ xuống nước. Lá mọc ngầm này mang các ổ túi bao tử, được bao quanh bằng các màng che phủ dạng màng nhầy đính gốc (bó các túi bao tử); bó các túi bao tử này có 2 kiểu, hoặc là mang các túi đại bào tử rất ít về số lượng (khoảng 10), mỗi túi chứa 1 đại bào tử, hoặc nhiều túi tiểu bào tử, mỗi túi chứa 64 tiểu bào tử. Các bào tử của cả hai kiểu (đực/cái) và kích thước (nhỏ/lớn) đều có dạng hình cầu, ba tia (từ một bào tử mẹ thông qua phân bào giảm nhiễm tạo thành 4 bào tử con). Các thể giao tử lớn và nhỏ lồi ra thông qua thành túi bào tử; các thể giao tử lớn trôi nổi trên mặt nước với các túi chứa noãn hướng xuống phía dưới còn các thể giao tử nhỏ vẫn đính vào thành túi bào tử.

## Các loài
Họ này chứa khoảng 10 loài như dưới đây
- Salvinia auriculata
- Salvinia biloba
- Salvinia cucullata – Bèo ong, bèo tai chuột
- Salvinia cyathiformis
- Salvinia hastata
- Salvinia herzogii
- Salvinia minima
- Salvinia molesta – Bèo tai chuột lớn
- Salvinia natans – Bèo vảy ốc
- Salvinia nymphellula
- Salvinia oblongifolia
- Salvinia radula
- Salvinia rotundifolia
- Salvinia sprucei

Ở Việt Nam, người ta ghi nhận sự tồn tại của 2-3 loài là S. cucullata, S. molesta và S. natans.

## Phân bố
Chủ yếu trong khu vực nhiệt đới thuộc Bắc Mỹ, Trung Mỹ và Caribe (như México, Tây Ấn), Nam Mỹ, đại lục Á-Âu, châu Phi (bao gồm cả Madagascar).

## Sử dụng
Bèo tai chuột lớn hay bèo ong lớn (Salvinia molesta) là loài thực vật xâm hại nổi tiếng trong khu vực có khí hậu nóng ấm. Nó phát triển nhanh và tạo thành một mảng dày trên mặt nước. Nó là loài bản địa của Nam Mỹ. Một loài mọt nhỏ với danh pháp Cyrtobagous salviniae, được sử dụng khá thành công trong việc kiểm soát bèo tai chuột lớn.
S. natans là loài bèo được thả phổ biến trong các bể nuôi cá và sinh vật cảnh.